# Zoina
Zoina, románul: Zoina, falu Romániában, a Bánságban, Krassó-Szörény megyében.

## Fekvése
Somosréve (Cornereva) közelében fekvő település.

## Története
Zoina korábban Somosréve (Cornereva) része volt. 1956-ban vált külön településsé 49 lakossal.
1966-ban 77, 1977-ben 72, 1992-ben 75, a 2002-es népszámláláskor pedig 70        
román lakosa volt.